# Ynezeño
Ynezeño (Inezeño, Ineseño, Samala), pleme Chumash Indijanaca u domorodačko doba nastanjeno duž rijeke Santa Ynez u Kaliforniji, između plemena Barbareño i Cuyama. Sami sebe Ynezeño su nazivali Samala. Podaci o ovom plemenu porijeklom su od Maria Qiliqutayiwit (1842-1923.), poznatije kao Maria Solares koja je jezikoslovacu John P. Harringtonu pružila podatke o jeziku, kulturi, običajima i vjerovanjima njezinog i susjednih plemena koje je ovaj pohranio na 10,000 stranica što se sada nalaze u  'Smithsonian Institution in Washington, DC.' 
Nakon što su Španjolci 1804. utemeljili misiju Santa Ynez, Indijanci na njoj prozvani su Ynezeño ili Ineseño.

## Vanjske poveznice
- Maria Solares, Like a flower of this earth is our Samala language
- Point Conception: The Chumash Western Gate